# Xenophyllum ciliolatum
Xenophyllum ciliolatum là một loài thực vật có hoa trong họ Cúc. Loài này được (A.Gray) V.A.Funk miêu tả khoa học đầu tiên năm 1997.